# Horaci Pulvil
Els Horaci Pulvil (llatí: Horatius Pulvillus) va ser una distingida branca de la gens Horàcia, una antiga família d'origen patrici. El cognom Pulvillus significava 'coixinet'.
Alguns personatges de la família van ser:
- Marc Horaci Pulvil, cònsol el 509 aC i potser el 507 aC.[3]
- Gai Horaci Pulvil, cònsol el 477 aC i 457 aC, fill de l'anterior.
- Luci Horaci Pulvil, tribu amb potestat consular el 386 aC.
- Marc Horaci Pulvil, tribú amb potestat consular el 378 aC, germà de l'anterior.